# 新甲子温泉
新甲子温泉（しんかしおんせん）は、福島県西白河郡西郷村（旧国陸奥国、明治以降は磐城国）にある温泉。

## 泉質
- アルカリ性単純温泉
- 炭酸カルシウム石膏泉
- 硫酸塩泉
  - 源泉温度44〜46℃。

## 温泉街
阿武隈川源流近くの標高800mの高地に温泉街が広がる。国道289号沿いに旅館、ホテルが8軒点在する。川沿いには新甲子遊歩道、西の郷遊歩道が整備されており、温泉街周辺の自然を楽しむことが出来る。
近隣にはゴルフ場、アーチェリー場、クロスカントリーコース、400mトラック陸上競技場などスポーツ施設、国立那須甲子青少年自然の家、大学や企業の研修施設などがあり、合宿やセミナーで使われることも多い。

## 歴史
開湯は1961年(昭和36年)である。甲子温泉からの引湯で温泉地を開いた。1963年(昭和38年)4月23日、厚生省告示第203号により、国民保養温泉地に指定。

## アクセス
- 車：東北自動車道白河ICより約30分
- バス：福島交通 白河駅 - 新白河駅高原口 -キョロロン村 - 新甲子線乗車。白河駅から約45分。

## 周辺
- 甲子高原
- 甲子温泉
- 白河高原カントリークラブ
- キョロロン村